# جوزيف وايتهيد (محامي)
جوزيف وايتهيد (بالإنجليزية: Joseph Whitehead)‏ هو محامي أمريكي، ولد في 1864 في أكسفورد في الولايات المتحدة، وتوفي في 1906 في فرجينيا في الولايات المتحدة بسبب ذات الرئة.